# Kaltenborn (Lindlar)
Kaltenborn ist ein Ort in der Gemeinde Lindlar im Oberbergischen Kreis in Nordrhein-Westfalen (Deutschland).

## Lage und Beschreibung
Kaltenborn liegt im Westen der Gemeinde Lindlar nahe der Gemeindegrenze zu Kürten. Nachbarorte sind Hausgrund, Reudenbach, Unterschümmerich II und der zur Kürten gehörende Ort Grundermühle.

## Geschichte
In der topografischen Karte von 1893 bis 1896 sind an der Ortslage von Kaltenborn zwei Gebäudegrundrisse ohne Namensnennung verzeichnet. Die Ortsbezeichnung Kaltenborn wird in den topografischen Karten ab 1951 gezeigt.